# 应急指挥部
应急指挥部，是对各种危机当下的紧急状况进行危机响应和应对的中心场所。
应急指挥部应该同时具备灾难前的后勤调动能力、信息整合能力和决定通讯策略的能力。因此，应急指挥部通常由有数量限制的不同领域的专家构成 :
- 主要的决策人员
- 当下危机相关领域的专家
- 负责情报资讯交流和发布的专业人员
- 法律专家